# Wörgler Bach
Wörgler Bach är ett vattendrag i Österrike.   Det ligger i förbundslandet Tyrolen, i den västra delen av landet, 300 km väster om huvudstaden Wien.
I omgivningarna runt Wörgler Bach växer i huvudsak barrskog. Runt Wörgler Bach är det ganska tätbefolkat, med 96 invånare per kvadratkilometer.